# Chartreuse de Marienau
La chartreuse de Marienau (Kartause Marienau) est un monastère de chartreux. Fondée près de Dusseldorf au XIXe siècle elle fut transférée en son présent emplacement dans les années 1960. Elle est la seule chartreuse encore en activité dans les pays de langue germanique. Elle se trouve à Bad Wurzach dans l'arrondissement de Ravensbourg (Bade-Wurtemberg).

## Histoire
L’ordre des chartreux achète en 1869 le château de Hain, à Unterrath, près de  Düsseldorf, pour une nouvelle fondation. En 1875, les lois du Kulturkampf obligent la communauté à se disperser. En 1885, des démarches sont faites pour la réinstaller en 1890. Elle est rasée pour permettre la construction de l'aéroport de Düsseldorf, et la communauté est transférée à Marienau en 1964. 
Marienau se trouve dans le village de Talacker, dépendant de la commune de Bad Wurzach, entourée de bois pour être protégé des visiteurs. Le monastère ne se visite pas, mais les moines reçoivent des retraitants dans leur hôtellerie. Les nouveaux bâtiments ont été construits entre 1962 et 1964 par les architectes Emil Steffann et Gisberth Hülsmann. C'est une chartreuse double, c'est-à-dire qu'elle abrite vingt-quatre cellules au lieu des douze habituelles. Dans les années 2000, deux chartreux de Marienau sont envoyés en renfort pour la nouvelle fondation de la chartreuse Notre-Dame de Corée en république de Corée.
En 2014, la communauté comprenait trente-cinq moines, dont dix prêtres et vingt-cinq frères, dont dix en-dessous de quarante ans, le plus âgé ayant quatre-vingt-deux ans.